# Беково (Кемеровская область)
Бе́ково — село в Беловском районе Кемеровской области. Является административным центром Бековского сельского поселения.

## География
Центральная часть населённого пункта находится на высоте 195 метров над уровнем моря. Расположено на р. Большой Бачат.

## История
Основано в XVIII в. Основное население — телеуты. По преданиям, одним из первых поселенцев был телеут Бек — «князь». От слова «бек» образовано название Беково по образцу именований русских деревень. С момента основания в 1931 году Бековского сельсовета Беловского района село Беково являлось его административным центром. 13 августа 1953 года Бековский сельсовет был объединён с Зареченским, село Беково было передано в административное подчинение Зареченского сельсовета.
| Год учёта | Статистические сведения | Статистические сведения | Статистические сведения                                                                       |
| Год учёта | Население               | Домохозяйства           | Объекты социально-экономического и культурного назначения                                     |
| --------- | ----------------------- | ----------------------- | --------------------------------------------------------------------------------------------- |
| 1859      | 119                     | 22                      |                                                                                               |
| 1968      | 513                     | 136                     | Восьмилетняя школа, клуб, библиотека, медпункт, магазин, центральная усадьба колхоза «Сибирь» |

4 ноября 1974 года Бековский сельсовет с административным центром в Беково был восстановлен. 17 декабря 2004 года в соответствии с Законом Кемеровской области № 104-ОЗ на территории Бековского сельсовета было образовано Бековское сельское поселение.

## Население
По данным Всероссийской переписи населения 2010 года, в село Беково проживает 704 человека (330 мужчин, 374 женщины).